# Jack Hills
Die Jack Hills sind eine bis zu annähernd 700 Meter über dem Meeresspiegel (AHD) hohe Bergkette in der Mid-West-Region von Western Australia. In den archaischen Gesteinen, die dort anstehen, wurden die weltweit bisher ältesten Mineralkörner der Erde gefunden. Diese mehr als 4000 Millionen Jahre alten detritischen Zirkone ermöglichen als sogenannte Geoarchive die Rekonstruktion von geologischen Vorgängen im Hadaikum, dem frühesten Abschnitt der Erdgeschichte.

## Geographische Lage und Morphologie
Die Jack Hills liegen im Grenzgebiet zwischen dem Shire of Murchison und dem Shire of Meekatharra, zirka 800 Kilometer nördlich von Perth. Sie ziehen sich über rund 70 Kilometer in südwestlich-nordöstlicher Richtung zwischen dem Murchison River im Norden und dem Whela Creek, einem südlichen Zufluss des Murchison, im Süden.
Die Bergkette kann grob in drei morphologisch relativ deutlich voneinander abgesetzte Abschnitte gegliedert werden: einen südwestlichen, einen mittleren und einen nordöstlichen. Der mittlere Abschnitt weist sowohl die größte Fläche als auch die größte Geländehöhe auf. Er nimmt nach Nordosten an Höhe zu und gabelt sich in zwei annähernd parallele, deutlich über 500 Meter über dem Meeresspiegel (AHD) aufragende Rücken. Im nordwestlichen dieser beiden Rücken befindet sich mit dem Mount Hale die höchste Erhebung der Jack Hills. Seine Höhe beträgt 697 Meter über dem Meeresspiegel. Dies entspricht einer Höhe von rund 300 bis 350 Metern über dem Umland.

## Geologie

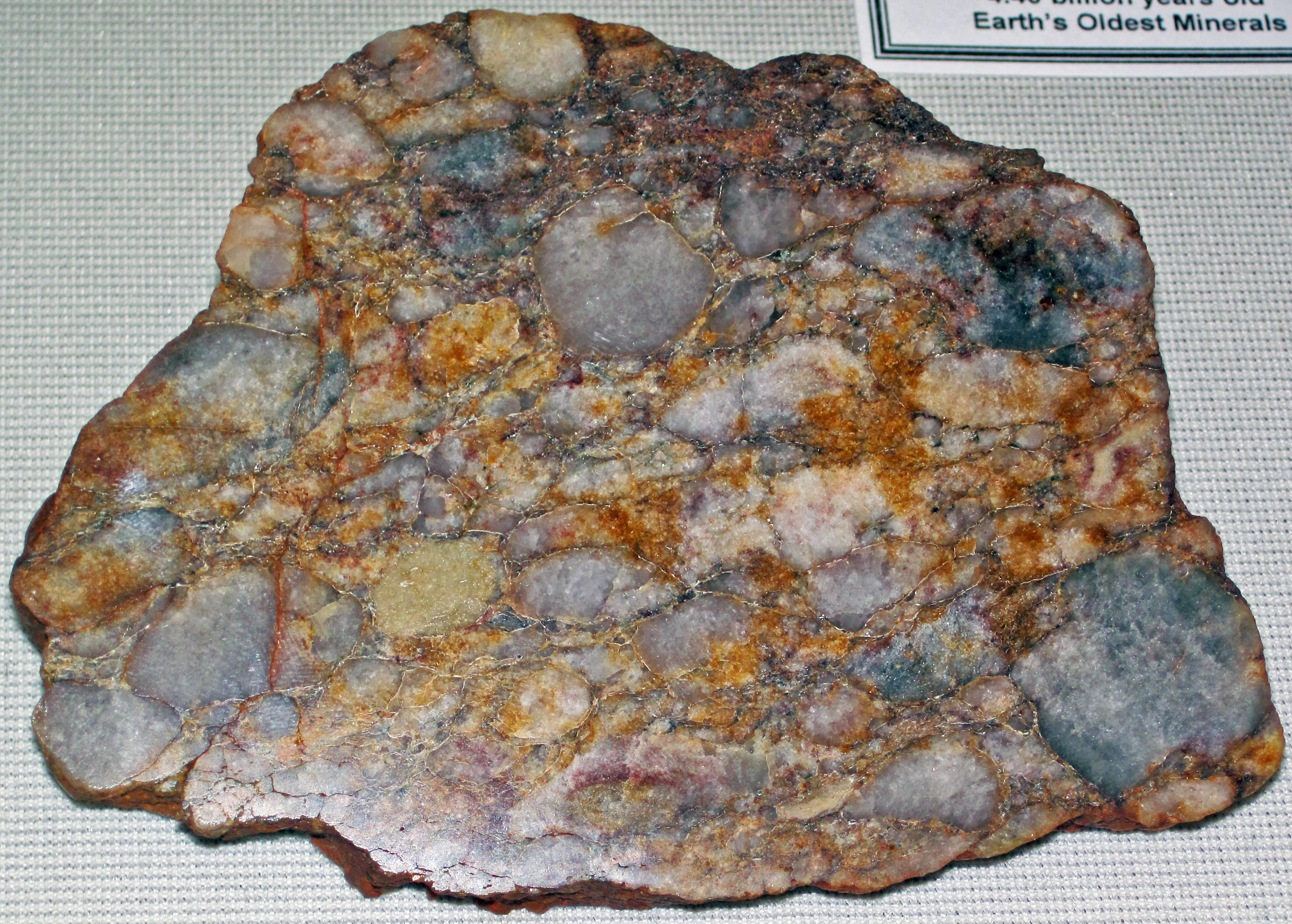
Polierter Anschnitt eines Metakonglomerats aus den Jack Hills

Geologisch gehören die Jack Hills zum Narryer-Gneis-Terran und damit zum Yilgarn-Kraton in Westaustralien. Sie sind Teil eines 80 Kilometer langen, in Nordost-Richtung streichenden Faltengürtels, der aus suprakrustalen Metasedimenten aufgebaut wird.
Die Ostnordost-streichenden und nahezu senkrecht stehenden Metasedimente bestehen überwiegend aus siliziklastischen Gesteinen, die als alluviale Fächer bzw. als Flussdeltas interpretiert werden. Diese Interpretation basiert auf sich wiederholenden, zum Hangenden feiner werdenden Schichtpaketen mit Basiskonglomerat, mittelkörnigem und schließlich feinkörnigem Sandstein. Ihr Metamorphosegrad kann anhand der Gegenwart von Andalusit, Disthen und Chloritoid der Grünschiefer- bis unteren Amphibolitfazies zugewiesen werden. Untergeordnet treten auch mafische und ultramafische Gesteine sowie Bändererze auf. Die Metasedimente sind in granulitfazielle Gneise eingebettet, die mehrfach deformiert und metamorphosiert wurden. Die Gneise liefern unterschiedliche Bildungsalter, sind aber generell älter als 3600 Millionen Jahre.

### Detritische Zirkone

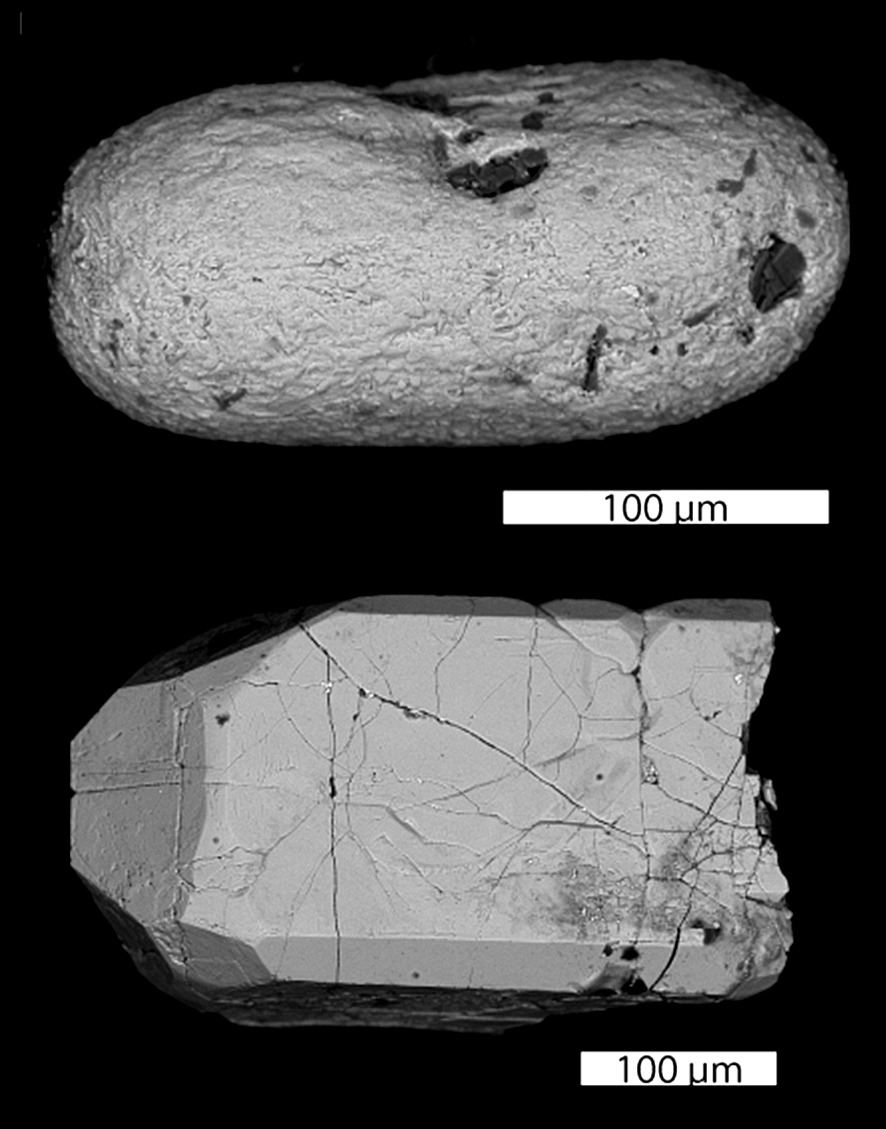
Zwei Beispiele für detritische Zirkone aus den Jack Hills (REM-Aufnahme). Der obere ist durch Abrasion relativ stark verrundet, der untere zeigt noch nahezu alle seine ursprünglichen Kristallflächen.

In den Metasedimenten der Jack Hills wurden einige detritische Zirkone entdeckt, die älter als 4000 Millionen Jahre sind. Am Erawandoo Hill fand sich sogar ein Kristall mit einem Alter von 4404 ± 8 Millionen Jahren. Letzterer stammt somit aus dem Hadaikum, dem ersten Äon der geologischen Zeitskala (für die noch nicht offiziell anerkannte zweite Ära des Hadaikums, deren Beginn über das Alter dieses Zirkonkorns definiert ist, wurde u. a. der Name „Jack-Hillsium“ vorgeschlagen). Wirtsgesteine der Zirkone sind Metakonglomerate, die auf ein Alter von rund 3000 Millionen Jahren datiert werden. Da die Zirkone detritisch sind, müssen sie aus älteren Vorläufergesteinen herausgewittert und erodiert worden sein, ehe sie als Bestandteile der Metakonglomerate abgelagert wurden.
Verschiedene geochemische Parameter der Zirkone liefern den Beweis für die Existenz einer kontinentalartigen Erdkruste während des Hadaikums. Dieses Ergebnis widerspricht früheren Anschauungen über den frühesten Abschnitt der Erdgeschichte. Die zum Teil recht hohen Sauerstoff-Isotopenverhältnisse (δ18O bis 7,5 ‰ SMOW – der Erdmantelwert beträgt im Vergleich 5,3 ‰ SMOW) in den Zirkonen lassen das Vorhandensein flüssigen Wassers auf der Erdoberfläche erkennen und es ist durchaus möglich, dass zu diesem Zeitpunkt bereits ein Urmeer bestand. Die Theorie feuchter und kühler klimatischer Bedingungen vor dem Einsetzen des großen Bombardements trägt die Bezeichnung Kühle Früherde (engl. Cool Early Earth oder abgekürzt CEE).

## Lagerstätte
Die Bändererze wurden als Hämatit-führendes Eisenerz abgebaut und über den Hafen von Geraldton verschifft. Der Abbau ist aber mittlerweile wieder eingestellt worden.